# Tata mía
Tata mía es una película española dirigida y escrita por José Luis Borau en 1986. La película está protagonizada por Carmen Maura y coprotagonizada por Alfredo Landa, Imperio Argentina, Xabier Elorriaga, Miguel Rellán, Marisa Paredes y Julieta Serrano, entre otros.

## Argumento
La trama cuenta la historia de Elvira (Carmen Maura), hija de un militar caído en desgracia, que ingresó en un convento siendo muy joven. Lo abandona y regresa a su casa de Madrid para instalarse con su querida tata (Imperio Argentina) buscando una ayuda para superar su crisis. Sin embargo el país ha cambiado tanto en sus años de enclaustramiento que poco o nada tiene que ver con sus recuerdos de infancia.
Mientras su codicioso hermano intenta apoderarse de la herencia, ella intenta superar la mala relación que mantiene con los hombres entablando amistad con un historiador que investiga el archivo de su padre.

## Reparto
| Actor             | Personaje         |
| ----------------- | ----------------- |
| Imperio Argentina | La Tata           |
| Carmen Maura      | Elvira Goicoechea |
| Alfredo Landa     | Teo               |
| Xabier Elorriaga  | Peter             |
| Miguel Rellán     | Alberto           |
| Emma Suárez       | Cristina          |
| Marisa Paredes    | Paloma            |

## Premios y candidaturas
I edición de los Premios Goya
| Categoría              | Persona         | Resultado |
| ---------------------- | --------------- | --------- |
| Mejor actor de reparto | Miguel Rellán   | Ganador   |
| Mejor guion original   | José Luis Borau | Candidato |

Fotogramas de Plata 1986
| Categoría            | Persona      | Resultado |
| -------------------- | ------------ | --------- |
| Mejor actriz de cine | Carmen Maura | Candidata |

- Datos: Q6139186